# Strada europea E403
La E403 è una strada europea che collega Zeebrugge a Tournai.

## Percorso
La E403 è definita con i seguenti capisaldi di itinerario: "Zeebrugge - Bruges - Courtrai - Tournai".